# Luís Maximiano
Luís Manuel Arantes Maximiano (sinh ngày 5 tháng 1 năm 1999) là một cầu thủ bóng đá người Bồ Đào Nha thi đấu cho Lazio, ở vị trí thủ môn.

## Sự nghiệp câu lạc bộ
Ngày 25 tháng 10 năm 2017, Maximiano có màn ra mắt cho Sporting B trong trận đấu tại LigaPro 2017–18 trước Nacional.